# Grubsee
Der Grubsee ist ein maximal 480 m langer und maximal 115 m breiter und maximal 8 m tiefer See im Landkreis Garmisch-Partenkirchen (Oberbayern) im Gebiet der Gemeinde Krün nördlich von Mittenwald. Am Moorsee mit einer Fläche von rund 3,7 Hektar gibt es Strandbad, Badesteg, Kinderspielplatz und eine Wasserrutsche. Es gibt Wanderwege zum Ort Krün, zu den jeweils ca. 1 km entfernten Barmsee und Geroldsee, sowie einen Rundweg.